# Ermita de San Juan Nepomuceno (Sarratella)
La ermita de San Juan de Nepumoce de Sarratella, en la comarca del Alto Maestrazgo, es un lugar de culto católico catalogado Bien de Relevancia Local según la Disposición Adicional Quinta de la Ley 5/2007, de 9 de febrero, de la Generalitat, de modificación de la Ley 4/1998, de 11 de junio, del Patrimonio Cultural Valenciano (DOCV Núm. 5.449 / 13/02/2007); con el código: 12.05.103-002.
Se puede acceder a ella en coche (por una pista asfaltada que se deriva por la izquierda de la CV-154 dirección Albocácer) y se ubica a unos 4 km al norte de la población de Sarratella, a 937 metros de altitud en el paraje conocido como “Tossal o Mirador de la Talaiola” que constituye el punto más elevado del municipio, lo cual permite tener una vista panorámica de gran número de términos de la comarca e incluso de puntos mucho más lejanos como el Delta del Ebro y las Islas Columbretes.

## Historia
No es usual la advocación a este santo de origen checo (1340-1393), al menos en la Comunidad Valenciana, teniendo tradición en Sarratella por mosén Carles Vilaplana, vecino y desde 1744 rector del pueblo, quien compró los terrenos y promovió la construcción de la ermita. Gracias a su labor surgió la devoción que se ha mantenido hasta nuestros días.
La ermita comenzó su construcción en el 16 de abril de 1759, y en el año 1765 ya se celebró la primera misa (el 16 de mayo), lo cual no era indicativo de haber concluido las obras, pues se sabe que es el 26 de julio, festividad de San Joaquín y Santa Ana, de 1770 cuando se finalizan las obras de las capillas y con ellas se daba por terminado el emeritorio.

## Descripción
Se trata de un conjunto de dependencias que incluyen desde el templo, propiamente dicho, hasta la casa para el ermitaño, una sala para el consistorio, la cuadra y los corrales. Pese a ello se trata de una sencilla construcción de carácter rústico, con tejados poco inclinados y de considerable longitud. El remate de la fachada se hace en un hastial que hace las veces de espadaña, lo cual permite distinguir la ermita de otras masías de la zona.
Se accede al templo (de reducidas dimensiones, unos 5 metros de ancho por unos 12 de largo) por una puerta, adintelada, enmarcada por sillares, que se sitúa fuera del eje de simetría de la fachada que presenta otros vanos, como otra puerta de entrada, así como varias ventanas que iluminan las dependencias anexas al templo.
Interiormente la sencillez y rusticidad continúan, presenta tres naves, en la que la central es más ancha que las laterales y dos capillas que se separan de la planta principal a través de sendos arcos de medio punto, La imagen del santo de la advocación de la ermita centra el altar mayor.
En 1985 se restauró gracias a la contribución de los vecinos de Sarratella, que se encargan también de su limpieza y mantenimiento.

## Fiestas
Como ha ocurrido con otros pueblos, peregrinaciones que se realizaban a ermitas o iglesias de otros municipios, al construir su ermita propia, dejaron de realizarse, siendo el lugar de peregrinación esta nueva ermita. Esto es lo que provocó que se dejara de hacer, a partir de 1803, la peregrinación a San Pablo de Albocácer, y se iniciara, al contar con los permisos eclesiásticos oportunos, la peregrinación a San Juan Nepomuceno, la cual se ha mantenido hasta la actualidad. Esta romería tiene lugar el lunes de Pascua, momento en el que los romeros parten de la iglesia de San Miguel y tras un recorrido de poco menos de una hora por el conocido como camino de les Deveses llegan a la ermita. Es entonces cuando se realiza el almuerzo de la mona, se celebra misa y se reparte el rollo bendecido. Tras los actos se regresa al pueblo por el azagador del Mas de Rasos.
También se dice que antiguamente los marineros y pescadores de Vinaroz peregrinaban a la ermita para dar gracias al santo por haberles salvado de los peligros de la mar.